# روبرت أرمسترونغ (لاعب كريكت)
روبرت أرمسترونغ (بالإنجليزية: Robert Armstrong)‏ (12 أغسطس 1836 في المملكة المتحدة - 9 يونيو 1863 في المملكة المتحدة) هو لاعب كريكت بريطاني (وحمل سابقاً جنسية المملكة المتحدة لبريطانيا العظمى وأيرلندا). لعب مع Kent County Cricket Club ‏.

## وصلات خارجية
- روبرت أرمسترونغ على موقع إي آس بي آن كريك إنفو (الإنجليزية)